# Velzic
Velzic (okzitanisch gleichlautend) ist ein französischer Ort und eine Gemeinde mit 402 Einwohnern (Stand 1. Januar 2022) im Département Cantal in der Region Auvergne-Rhône-Alpes (vor 2016 Auvergne). Die Gemeinde gehört zum Arrondissement Aurillac und zum Kanton Vic-sur-Cère. Die Einwohner werden Velzicois genannt.

## Lage
Velzic gehört zur historischen Region des Carladès und liegt etwa 13 Kilometer nordöstlich des Stadtzentrums von Aurillac. Umgeben wird Velzic von den Nachbargemeinden Laroquevieille im Nordwesten und Norden, Lascelle im Norden und Nordosten, Vic-sur-Cère im Osten und Südosten, Polminhac im Südosten und Süden, Saint-Simon im Süden und Südwesten sowie Marmanhac im Westen.

## Bevölkerungsentwicklung
| Jahr                       | 1962 | 1968 | 1975 | 1982 | 1990 | 1999 | 2006 | 2011 | 2019 |
| Einwohner                  | 356  | 326  | 371  | 359  | 364  | 378  | 397  | 400  | 413  |
| Quellen: Cassini und INSEE |      |      |      |      |      |      |      |      |      |

## Sehenswürdigkeiten
- Kirche Mariä Geburt (Église de la Nativité-de-la-Vierge) aus dem 19. Jahrhundert
- Turm von Falhiès aus dem 11. Jahrhundert
- Schloss Clavières aus dem 17. Jahrhundert, seit 1978 Monument historique

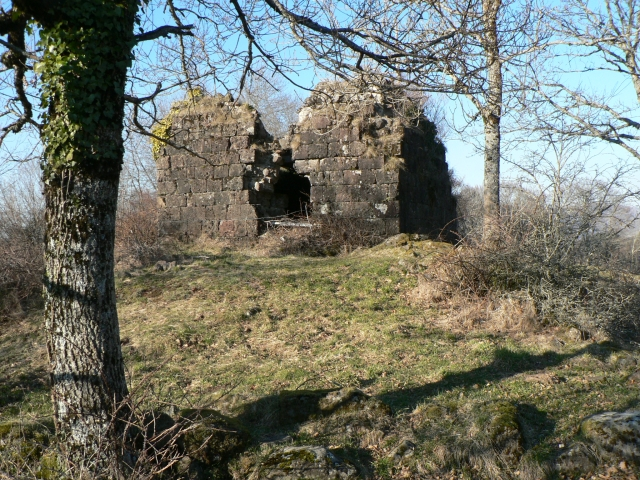
Turm von Falhiès

- sog. Hugenottenhöhle in Fracor